# Hanta Francine Randriambahiny
Hanta Francine Randriambahiny, surnommée Cicine, est une joueuse de pétanque malgache née en 1964.

## Carrière
Hanta Francine Randriambahiny remporte la médaille de bronze en doublette aux Jeux mondiaux de 2001 à Akita. En 2008, elle remporte en triplette le Mondial la Marseillaise à pétanque.
Elle est sacrée championne du monde du tir en précision individuel aux Championnats du monde de pétanque 2011 à Kemer.
Elle obtient la médaille de bronze en triplette féminine aux Championnats du monde de pétanque 2017 à Kaihua.
Elle est aussi médaillée d'or aux Jeux des îles de l'océan Indien en 1990 et en 2007 ; elle est médaillée d'argent individuelle en 2007